# Erioptera (Mesocyphona) turrialbae
Erioptera (Mesocyphona) turrialbae is een tweevleugelige uit de familie steltmuggen (Limoniidae). De soort komt voor in het Neotropisch gebied.